# ペチュニア (小惑星)
ペチュニア (968 Petunia)は、メインベルトの小惑星。1921年11月24日、ハイデルベルクのケーニッヒシュトゥール天文台でカール・ラインムートによって発見された。熱帯アメリカ原産のナス科の植物で漏斗状の花冠を持つペチュニア属 (Petunia) にちなんで命名された。
小惑星のスペクトル分類ではケイ酸鉄やケイ酸マグネシウムを主とするS型小惑星に分類されている。直径は約24.2 キロメートルで、その光度曲線の形状から61.28時間の周期で自転していると考えられている。